# Саут-Наяк (Нью-Йорк)
Саут-Наяк (англ. South Nyack) — селище (англ. village) в США, в окрузі Рокленд штату Нью-Йорк. Населення — 2699 осіб (2020).

## Географія
Саут-Наяк розташований за координатами 41°4′38″ пн. ш. 73°55′0″ зх. д. / 41.07722° пн. ш. 73.91667° зх. д. (41.077272, -73.916601).  За даними Бюро перепису населення США в 2010 році селище мало площу 4,36 км², з яких 1,57 км² — суходіл та 2,79 км² — водойми.

## Демографія
Згідно з переписом 2010 року, у селищі мешкало 3510 осіб у 1197 домогосподарствах у складі 646 родин. Густота населення становила 805 осіб/км².  Було 1292 помешкання (296/км²).
Расовий склад населення:
| - 67,1 % — білих - 17,4 % — чорних або афроамериканців - 5,4 % — азіатів - 0,2 % — корінних американців - 5,8 % — осіб інших рас |

До двох чи більше рас належало 4,1 %. Частка іспаномовних становила 12,3 % від усіх жителів.
За віковим діапазоном населення розподілялося таким чином: 15,0 % — особи молодші 18 років, 74,3 % — особи у віці 18—64 років, 10,7 % — особи у віці 65 років та старші. Медіана віку мешканця становила 31,4 року. На 100 осіб жіночої статі у селищі припадало 87,1 чоловіків;  на 100 жінок у віці від 18 років та старших — 82,1 чоловіків також старших 18 років.
Середній дохід на одне домашнє господарство  становив 121 456 доларів США (медіана — 100 231), а середній дохід на одну сім'ю — 133 866 доларів (медіана — 113 589). Медіана доходів становила 81 875 доларів для чоловіків та 64 750 доларів для жінок. За межею бідності перебувало 5,7 % осіб, у тому числі 7,9 % дітей у віці до 18 років та 3,3 % осіб у віці 65 років та старших.
Цивільне працевлаштоване населення становило 1871 особа. Основні галузі зайнятості: освіта, охорона здоров'я та соціальна допомога — 35,5 %, мистецтво, розваги та відпочинок — 16,8 %, науковці, спеціалісти, менеджери — 10,6 %, роздрібна торгівля — 7,5 %.